# Assassinat de Theo van Gogh
L'assassinat de Theo van Gogh (arrière-petit-neveu du peintre Vincent van Gogh) se produit le 2 novembre 2004. Mohammed Bouyeri le tue à la suite d'un court-métrage sur la condition des femmes dans l'islam.

## Contexte

### Theo van Gogh
Theo van Gogh est l'arrière-petit-fils de Théodore van Gogh, le frère du peintre Vincent van Gogh. Son père, Johan van Gogh, faisait partie des services secrets néerlandais.
Theo van Gogh est un réalisateur et polémiste néerlandais controversé pour ses propos sur la société, les juifs et les musulmans.
Il tient des propos critiques à l'égard de l'Islam, qualifiant, après les attentats du 11 septembre, le prophète Mahomet « d'oncle obscène » et de « violeur de petites filles » et déclarant que « les musulmans sont des enculeurs de chèvres ». Il réalise par la suite un court-métrage dénonçant les abus commis au nom du Coran, Submission, en collaboration avec Ayaan Hirsi Ali, elle-même issue de l'islam.

### Mohammed Bouyeri
Mohammed Bouyeri est né aux Pays-Bas de parents marocains. 
Il est considéré comme bon élève et bien intégré, ayant passé un diplôme de technicien supérieur et étant animateur bénévole dans une association de quartier.
Au moment des faits, il est âgé de 26 ans. Il fait partie du réseau Hofstad, une organisation islamiste terroriste composée principalement de jeunes néerlandais d'origine maghrébine,.

## Faits
Le 2 novembre 2004, vers 9 heures du matin, Mohammed Bouyeri tire à huit reprises sur Theo van Gogh qui se déplace à vélo. Selon des témoins, Theo van Gogh, blessé et gisant sur le bitume, aurait supplié son assaillant de l'épargner en lâchant ces quelques mots : « Pitié ! Pitié ! Est-ce qu'on peut parler ? ». En guise de réponse, Bouyeri lui tire plusieurs balles en pleine tête, l'égorge en le décapitant presque, puis plante le couteau dans la poitrine de la victime. Il plante ensuite un second couteau, plus petit, accompagné d'une note de menace de mort contre Ayaan Hirsi Ali, dans la poitrine de Theo van Gogh, qui est mort sur le coup. En plus de menaces contre les pays occidentaux et les juifs, la note comprenait des références à une mouvance islamiste égyptienne, le takfirisme.
Bouyeri est arrêté au cours d'une chasse à l'homme durant laquelle la police le blesse par balle à la jambe.

## Funérailles
La crémation eut lieu le 9 novembre 2004. Craignant de ne pas pouvoir survivre à un vol prévu pour New York, Van Gogh avait parlé de ses souhaits de funérailles avec des amis peu de temps avant sa mort. 
Les parents de Van Gogh ont demandé à Maarten van Rossem de parler, ce qu'il a trouvé difficile en ce sens qu'il voulait éviter de paraître apocalyptique.[incompréhensible]

## Procès
Au cours de son procès, Mohammed Bouyeri choisit de ne pas être défendu et de rester silencieux, déclarant cependant vouloir « être tenu responsable de ses actes ».
Il ne présente pas de remords et déclare qu'il recommencerait s'il était libéré un jour. 
Au moment où il est arrêté, Bouyeri porte sur lui un poème d'adieu avec le titre Baptisé dans le sang. 
Le 12 juillet 2005, il justifie son acte en déclarant : « Il y a une loi qui m'oblige à couper la tête à celui qui insulte le Prophète », « J'ai agi par conviction, pas par haine ».
L'assassin est condamné, le 26 juillet 2005, à perpétuité, sans possibilité de libération.
Mohammed Bouyeri est condamné par le tribunal d'Amsterdam à la prison à vie, peine rarement prononcée et appliquée aux Pays-Bas. Bouyeri déclara qu'il aurait demandé la peine de mort si cette dernière n'était pas bannie par la Constitution du royaume.

## Conséquences

### Aux Pays-Bas
Cet événement a eu une grande répercussion sur la politique et la vie de société aux Pays-Bas. En réaction à l'assassinat, la haine des musulmans augmente aux Pays-Bas et de nombreuses attaques islamophobes sont perpétrées,,. Des manifestations ainsi que des actes xénophobes se multiplient. Des dizaines d'incendies criminels sont recensés. Le 9 novembre 2004, une école primaire de la ville d'Uden est incendiée et un tag revendique une vengeance pour Theo van Gogh.
Les Néerlandais y voient une attaque contre la liberté d'expression et se posent la question du multiculturalisme et de l'immigration aux Pays-Bas. Le souci de défendre la liberté d'expression sera à l'origine de la publication des caricatures danoises en septembre 2005.
La Fondation Anne-Frank note dans un rapport de décembre 2004 que « le problème de l'extrême droite et de la culture raciste parmi les jeunes n'a jamais jusqu'à aujourd'hui atteint de telles proportions aux Pays-Bas ».

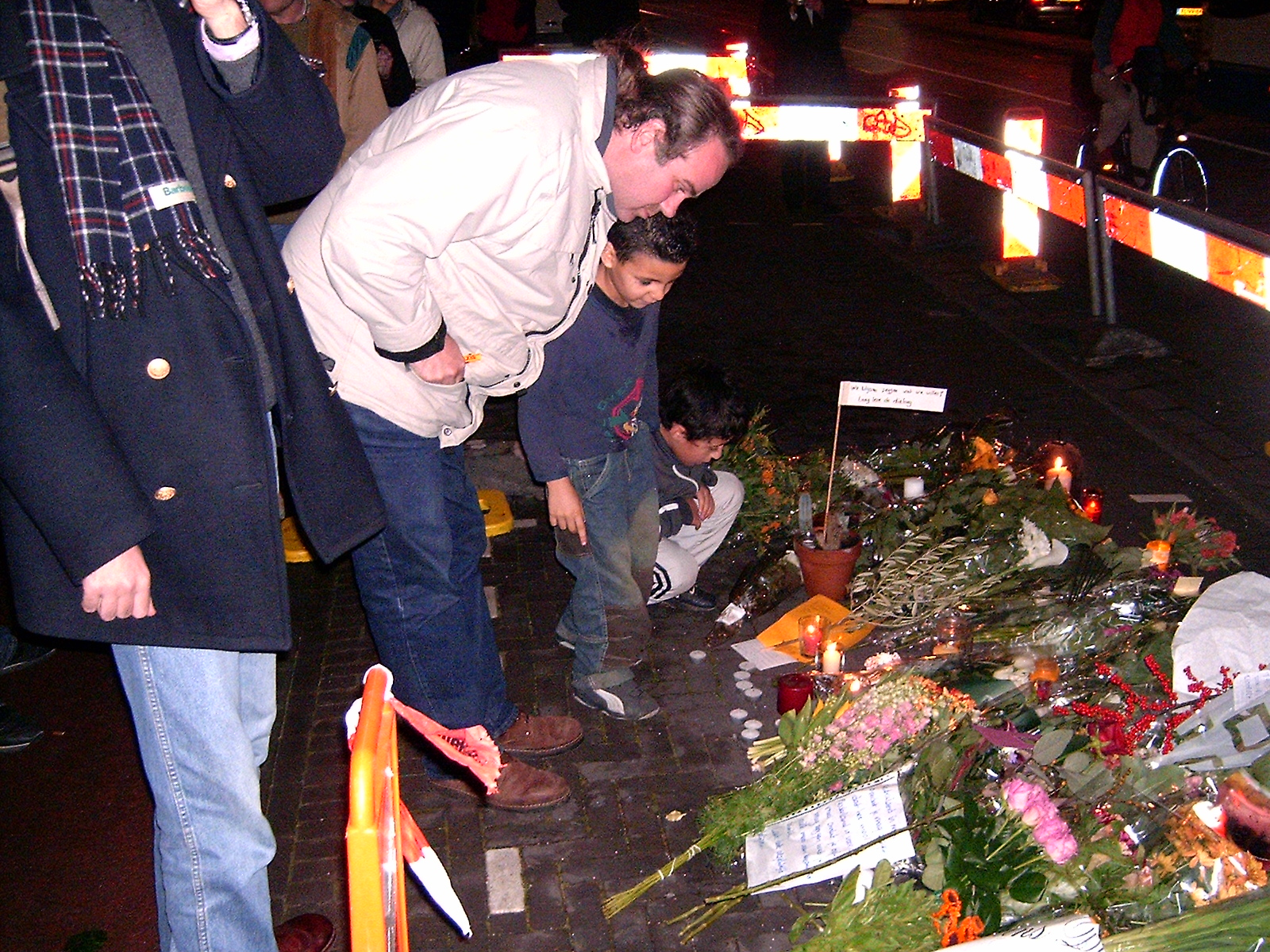
Des Néerlandais fleurissent l'endroit où Theo van Gogh est assassiné.
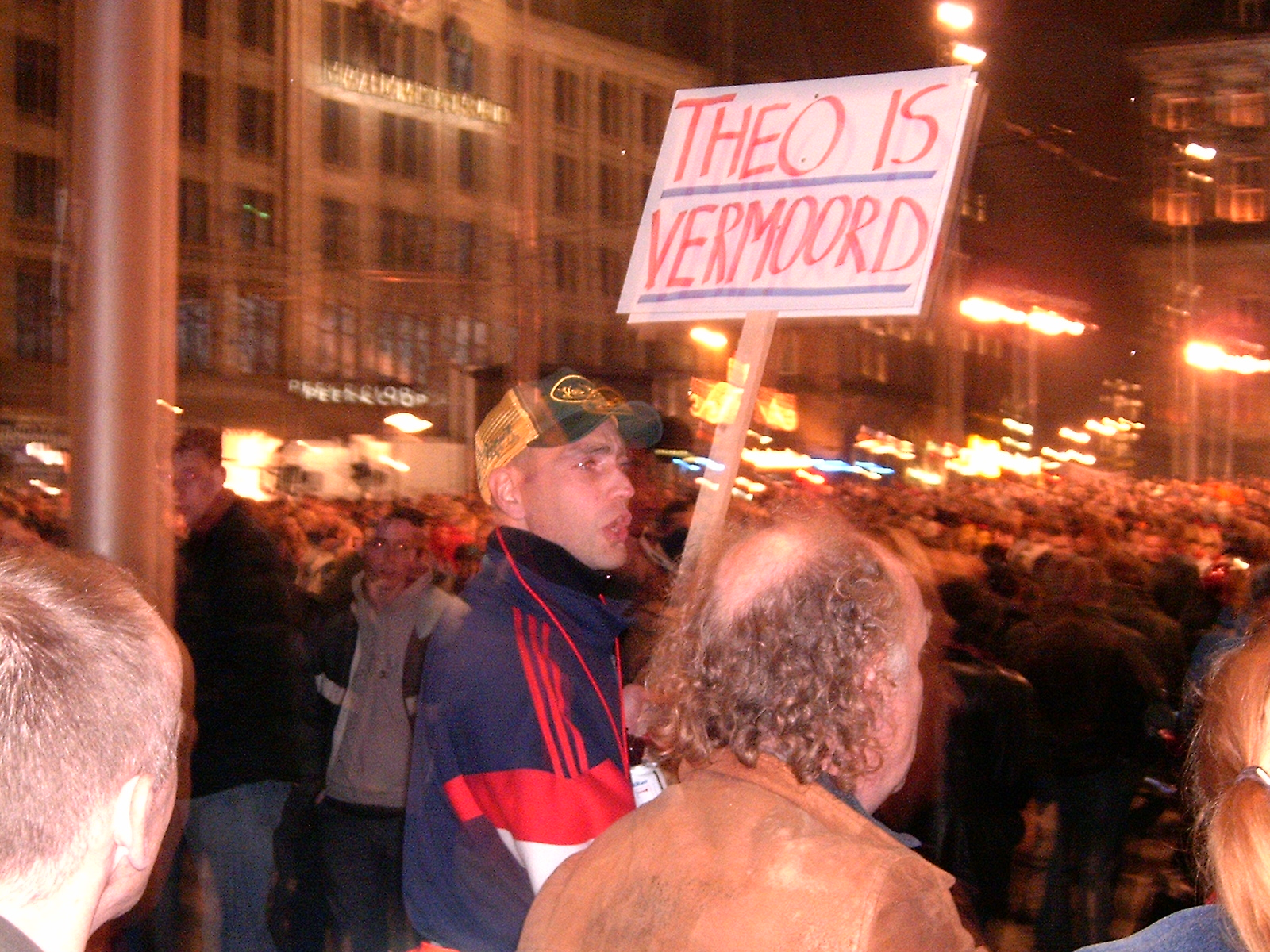
Photo prise durant l'une des manifestations faisant suite à l'assassinat.
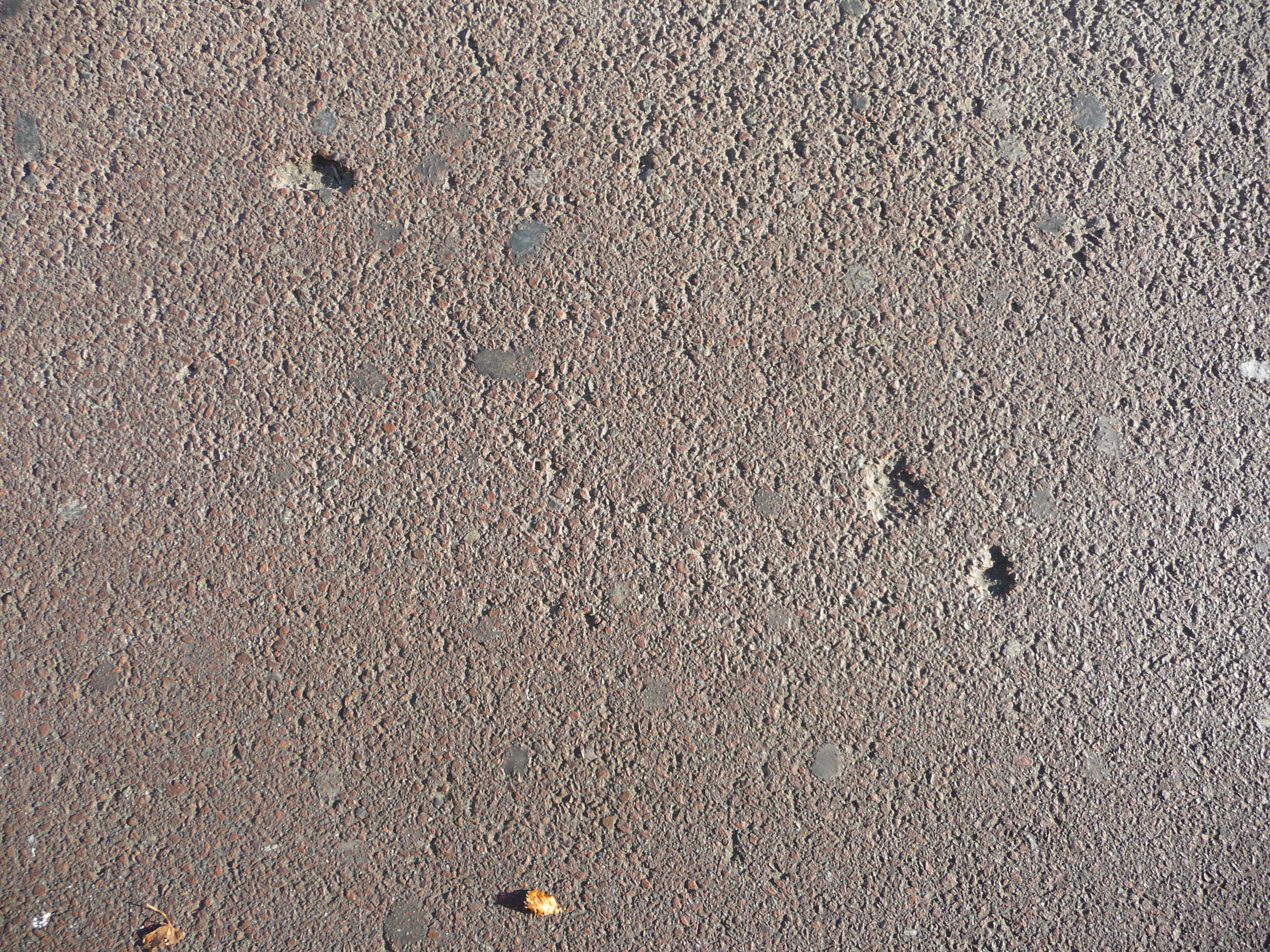
22 Linnaeusstraat, dix ans après l'assassinat, des impacts de balles sont encore visibles sur la piste cyclable.

Les élections de novembre 2006 voient la montée des partis hostiles à l'islam, d'abord le WD, qui dépasse le seuil des 5 % pour la première fois après l'assassinat, ensuite du Parti pour la liberté (Partij voor de Vrijheid, PVV) fondé en 2006 par le politicien Geert Wilders. Ce dernier compare l'idéologie islamique au fascisme, et le Coran à Mein Kampf.

### Dans le monde de la presse
D'aucuns prétendent qu'une autocensure est apparue dans le monde de la presse et de l'édition à la suite de l'assassinat. Ainsi, l'écrivain Kåre Bluitgen se plaint que nul ne veut illustrer son nouvel ouvrage sur Mahomet. C'est en réponse à cette réflexion de Kåre que seront publiées en septembre 2005 les caricatures de Mahomet du journal Jyllands-Posten.

## Hommage

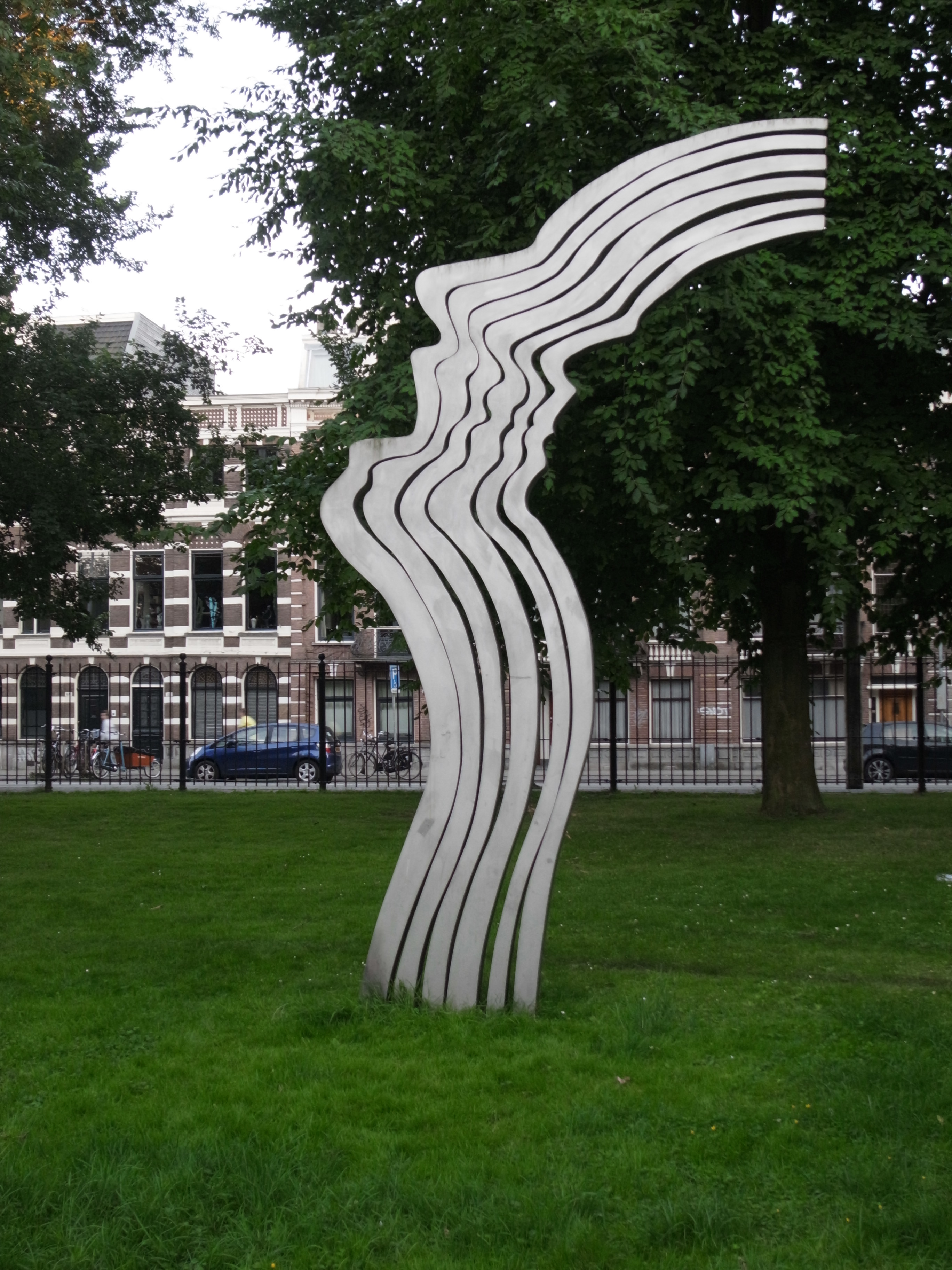
De Schreeuw, statue érigée en la mémoire de l'assassinat.

L'assassinat de Theo van Gogh est commémoré par une statue, intitulée De Schreeuw (littéralement le cri), érigée dans l'Oosterpark à Amsterdam, non loin du lieu de l'assassinat. 
Elle est inaugurée le 18 mars 2007 par le bourgmestre d'Amsterdam, Job Cohen.
Celle-ci est réalisée par Jeroen Henneman (nl), en acier inoxydable, d'une hauteur de 4,6 m, et montre de façon stylisée Theo van Gogh de profil, d'un côté pleurant la bouche grande ouverte, de l'autre la bouche fermée.
Elle est financée par l'Amsterdams Fonds voor de Kunst (littéralement le fonds d'Amsterdam pour l'art) et la ville d'Amsterdam.
L'ancien conseiller municipal d'Amsterdam Martin Verbeet décrit l'œuvre comme « un puissant symbole de la liberté d'expression ».